# Alvação (Coração de Jesus)
Alvação é um distrito do município brasileiro de Coração de Jesus, no interior do estado de Minas Gerais, criado através da Lei Estadual Nº 336 de 27 de dezembro de 1948. De acordo com o IBGE sua população no ano de 2010 era de 3.408 habitantes.